# Les Sept Sauvages
Pour plus de détails, voir Fiche technique et Distribution.
Les Sept Sauvages (titre original : The Savage Seven) est un film américain réalisé par Richard Rush, sorti en 1968.
L'histoire du film se situe au cœur d'une banlieue prise par la délinquance juvénile.

## Fiche technique
- Titre : Les Sept Sauvages
- Titre original : The Savage Seven
- Réalisation : Richard Rush
- Scénario : Michael Fisher et Rosalind Ross
- Production : Samuel Z. Arkoff, Dick Clark et James H. Nicholson
- Société de production : American International Pictures
- Décors : Robert Vincent O'Neill
- Musique : Mike Curb et Jerry Styner
- Photographie : László Kovács
- Montage : Renn Reynolds
- Pays d'origine :  États-Unis
- Langue : anglais
- Format : Couleur - 1,85:1 - Mono
- Genre : Film dramatique
- Durée : 94 minutes
- Date de sortie : 1968
- Affiche : Jacques Vaissier (France)

## Distribution
- Robert Walker Jr. : Johnnie
- Joanna Frank : Marcia
- John Garwood : Stud
- Larry Bishop : Joint
- Adam Roarke : Kisum
- Max Julien : Grey Wolf
- Richard Anders : Bull
- Penny Marshall : Tina